# Сицилианска касата
Сицилианската касàта (на италиански: Cassata sicliana, Касàта сичилиàна) е традиционна торта, приготвена с подсладена овча рикота, пандишпан, бадемово тесто (т. нар. „кралско тесто“) и захаросани плодове.
Това е традиционен сицилиански продукт и като такъв е официално признат и включен в Списъка на традиционните италиански хранително-вкусови продукти (P.A.T.) на Министерството на земеделието, храните и горите (Mipaaf) по предложение на регион Сицилия.

## Етимология
Има множество етимологични обяснения на думата „касата“. Микеле Паскуалино в неговия „Сицилиански, италиански и латински етимологичен речник“ (1785-95) припомня четири. Поне две от тях се дължат на Плачидо Спатафора, чийто ръкописен речник (Vocabolario) Паскуалино използва в своя:
- Според Спатафора касата всъщност е „вид торта със захар и рикота в кутия от тесто, почти като поставена с сандък (incassata)“. След това обаче той посочва произхода на cassata в испанското quesada.
- Паскуалино от друга страна обяснява cassata с еврейското casah „да покриеш, да бъдеш покрит, за разлика от други торти, които не са“, докато съобщава, че баща му Франческо, на когото дължим първата чернова на речника, обяснява думата с латинското caseus, caseata, cassata, защото има и касати, направени от качокавало.
- Микеле Амари през 1872 г. предлага арабската kas'at – „голяма и дълбока купа, каквато наистина е тестото на тази торта, пълна с рикота или сметана“, по-късно възприета от Италианския етимологичен речник (1950 - 1957 г.), който обаче предлага диалектната форма qaṣ'at. Съществува и легенда, според която един сарацински овчар смесил рикота от овче мляко с тръстикова захар в полусферичен меден съд. Когато един сицилианец го попитал за името на десерта, той отговорил с qas'at.[3]
- Алберто Варваро в своя Сицилиански етимологичен речник (1986) съобщава всички свидетелства за думата, започвайки от 1312 г.., и направените етимологични предложения. Подобно на Алесио (1972) той клони към хиперкоригираната заемка от Централна Италия, в която някаква роля вероятно са изиграли францисканците (касата според него е „постно ястие“). С една дума южноиталианската дума casciàta става cassata в Сицилия, за да се избегне неправилно считаното за погрешно произношение.

Tерминът „касата“ се появява за първи път през 14 век в Declarus на Анджело Синезио – абат на манастира Сан Мартино деле Скале. Той го дефинира като „храна, състояща се от тесто за хляб и сирене“.
Онлайн енциклопедията „Трекани“ я дефинира като: cassata, същ. от ж. р. [сицилианска лема, вероятно идваща от латинското caseus –„сирене“, защото основният ѝ елемент е рикота]. - 1. Сицилиански десерт, състоящ се от пандишпан, пълнен с рикота, смесена със захар, шоколад, ликьор и аромати, покрит с кралско тесто и украсен с шарена захар и захаросани плодове.

## История
В Древна Гърция и Магна Греция се прави подобен десерт, който включва използването на сирене (качо), подсладено с мед. По-късно от римляните то получава името caseatus и е сладкиш, приготвено от тесто за хляб, тума (вид сицилианско сирене) и мед.
По-нататък, когато арабите въвеждат захарната тръстика в Сицилия, касатата се покрива със захар и ванилия, начукана в хаванче, и е печена. Според широко разпространена хипотеза произходът на касата е свързан с арабското господство в Сицилия (9 - 11 век). Арабите всъщност въвеждат в Сицилия захарната тръстика, лимона, кедъра, горчивия портокал, мандарината и увеличават отглеждането на бадеми, вече въведени в Сицилия от финикийците и впоследствие разпространени в цяла Магна Греция и в Средиземноморието от гърците. Заедно с овчата рикота, която се произвежда в Сицилия от праисторически времена, са събрани всички основни съставки на касата, която първоначално представлява обвивка от ронливо тесто, напълнена с подсладена рикота и изпечена на фурна.
В нормандския период, след като в края на 1100 г. монахините от манастира Марторана към църквата Санта Мария ин Валверде в Палермо измислят бадемовото тесто (т. нар. кралска паста, pasta reale), наречено „марторана“, то заема мястото на ронливото тесто като обвивка на касатата.
Тестото представлява смес от бадемово брашно и захар, оцветена в зелено с билкови екстракти. Така се минава от касата на фурна към студена касата. Освен това монахините в манастира започват да използват рикота вместо сиренето тума.  Първоначално касата е продукт на голямата сладкарска традиция на сицилианските монахини и е запазена за Великденския период. Този кръгъл сладкиш напомня за залеза и изгрева на слънцето, символизирайки страстта, смъртта и възкресението на Иисус Христос. Документ от първия събор на най-сицилиански архиереи на Мадзара дел Вало от 1575 г. посочва, че касатата е „незаменима по време на празници". Сицилианска пословица гласи Tintu è cu nun mancia a cassata a matina ri Pasqua („Нещастен е този, който не яде касата на Великденската сутрин“).
През 18 век от Генуа пристига пандишпанът, който замества ронливото тесто.
Испанците донасят шоколада в Сицилия и към касатата се добавят шоколадови стърготини.
В епохата на барока са добавени захаросани плодове, известни в Сицилия от векове, които се прибавят към декорациите, съществуващи вече благодарение на бадемовото тесто.
Характерната украса на сицилианската касата с дзуката (zuccata, захаросана тиква) е въведена през 1873 г. Това става по повод на събитие, което се провежда във Виена от известния сладкар от Палермо кавалер Салваторе Гули. Въпреки това, още през 1853 г., както свидетелства Новият сицилианско-италиански речник на Винченцо Мортиларо, под cassata се има предвид предимно касатата на фурна, докато тази покрита с глазура и захаросани плодове се установява едва от края на 19 век. Във всеки случай успехът на касатата на Гули е незабавен и той я подарява на всички короновани глави на Европа и на магнатите, и журналистите на Америка, опаковайки я в украсени ламаринени кутии, предмет на колекционерска стойност. Именно благодарение на тях този десерт е известен в цял свят като символ на сладкиша от Палермо.

## Характеристики
Въпреки очевидната простота на рецептата има безброй местни варианти, които се открояват с традиционноста си: вариантът от Палермо, от Месина (по-малко сладък),  от Катания, от Трапани, от Калтанисета и от Сиракуза (който се откроява с наличието на слоеве пандишпанов блат и с липсата на глазура). Външният вид може да варира от малка украса с глазура и малко захаросана портокалова кора до пищна барокова конструкция с цветни мъниста и половин дузина различни захаросани плодове. Също така според местните вариации може да има допълнителни съставки като шамфъстък, кедрови ядки, шоколад, канела или вода от портокалов цвят.
Има и вариант с монопорция – касатинàта (cassatinata).
В град Палермо все още е широко разпространен първи вариант на тази торта с рикота, наречена „Касата на фурна“ (Cassata al forno), без захаросани плодове и бадемово тесто. Има обвивка от меко тесто, в което има подсладен крем от овча рикота и капки черен шоколад. Пече се на 200-градусова фурна за половин час и след това се поръсва с пудра захар.
Извън острова най-известният вариант е неаполитанската касата, по-малко украсена и с пандишпан, напоен с ликьор Стрега или с мараскино (ликьор от горчиви череши).